# Дртикол, Франтишек
Франтишек Дртикол (чеш. František Drtikol; 3 марта 1883, Пршибрам — 13 января 1961, Прага) — чешский фотограф, творивший с 1901 до 1935. Особенно прославился своими портретами в стиле позднего модерна, а затем использованием фрагментов кубизма и футуризма. Считается одним из наиболее успешных классиков чешской фотографии. Известен также как последователь духовных учений, прежде всего буддизма.  С 1945 года до своей смерти был активным членом Коммунистической партии Чехословакии (КПЧ).

## Биография
Родился 3 марта в Пршибраме в семье розничного торговца Франтишка Дртикола (чеш. Františk Drtikol) и его жены Марии, в девичестве Оппловой (чеш. Maria Opplova), и был младшим из трёх детей. После окончания местной гимназии выучился на фотографа в пршибрамской  фотостудии Антонина Мальташа (чеш. Antonín Maltas). Важным шагом для его дальнейшего развития стало обучение в Научно-исследовательском институте фотографии в Мюнхене с 1901 по 1903 год. В то время столица Баварии переживала бум стиля «модерн», и это оказало влияние на учебную программу. После его окончания Дртикол получил практику в фотостудиях Германии, Швейцарии и Чехии. В 1907 году после трёхлетней службы в армии основал собственную фотостудию в Пршибраме, которую спустя три года закрыл по финансовым причинам. В 1912 году открыл собственную фотостудию в Праге на улице Водичкова, где занялся портретной съёмкой и вскоре достиг широкого признания.
После своего переселения в Прагу занялся духовной практикой, йогой и прежде всего буддизмом. Практиковал медитацию и изучал древние тексты, которые впоследствии перевёл на чешский язык. Впервые перевёл на чешский язык не только множество классических произведений буддизма, ваджраяну и махаяну, но и тексты по даосизму, а также множество упанишад, произведения Шанкары и многое другое. Среди переведённых им работ были также «Строфы, основополагающие для учения о срединном пути» Нагарджуны, и «Тибетская Книга мёртвых». Он стал первым практикующим тибетский буддизм в Чехословакии, который при этом занимался переводами и преподаванием. Какое-то время он был членом чешского теософского общества, а также имел дружеские отношения с основателем антропософии Рудольфом Штайнером (нем. Rudolf Steiner).
В 1911 году его партнёром стал Августин Шкарда (чеш. Augustin Škarda), с которым они совместно выпустили альбом «Дворы и дворики старой Праги». Их совместная фирма называлась «Дртикол и Ко» (чеш. Drtikol a spol.) и просуществовала в неизменном виде до начала Первой мировой войны, на которую они были призваны на военную службу. В этот период Дртиколом в студии на пересечении Водичкова и Юнгманновой улицы №730 были сделаны портреты Т. Г. Масарика, Э. Бенеша, Леоша Яначека, Альфонса Мухи, Алоиса Йирасека, Максима Горького, Поля Валери и многих других. Эта фотостудия стала центром художественной жизни в Праге. В 1921 году Шкарда покинул фирму, которая годом ранее изменила название и стала называться «Дртикол».
Между тем, Дртикол ухаживал за Элишкой Янской (чеш. Eliska Jánska), которая была на 12 лет моложе его, и которой, находясь на войне, он написал множество писем. Они были выпущены в 2001 году в виде отдельной книги «Дневники и письма 1914-1918 годов» (чеш. Deníky a dopisy z let 1914–1918). Элишка многократно выступала в роли модели, например для цикла «Перед танцем». Во время первой мировой войны Дртикол был отправлен на фронт, и студия осталась под управлением Шкарды. Дртикол в это время не фотографировал, а занимался рисованием и писал. Искусствовед Анна Фарова (чеш. Anna Fárová) назвала эти тексты Дртикола эпистолярным романом.
После войны Дртикол посвятил себя занятию фотографии. С ним в его студии работали ученики и помощники, из которых наиболее известным стал Ярослав Росслер (чеш. Jaroslav Rössler). Он учился в студии Дртикола в 1917-1921 годах, а после этого работал там до 1926 года и имел в ней сильное влияние. Также его учеником в первой половине 30-х годов был Иосеф Ветровский (чеш. Josef Větrovský).
Дртикола в тот период вдохновляла к созиданию его первая жена Эрвина Купферова (чеш. Ervína Kupferová), выразительная танцовщица, которая выступала в Национальном и Виноградском театрах. Она была его моделью с 1919 года, и женой с 1921 по 1926 год. В эти годы у них родилась дочь Эрвина (чеш. Ervína). После пяти лет совместной жизни они развелись, Эрвина Kупфенова отправилась в Россию для работы в Харьковском театре и вернулась назад только в 1933 году. Дочь Эрвины со своим отцом встречалась только несколько раз уже в 50-х годах.
Уже с 1911 года фотографии Дртикола начали появляться на фотографических выставках в Чехии, а через несколько лет и за рубежом. В то же время начали появляться публикации его работ в основных чешских и мировых журналах. В 20-х и 30-х годах XX века он был самым знаменитым чешским фотографом, известным и за рубежом. В 1922 году состоялась его первая персональная выставка в Музее прикладного искусства, а спустя три года он выиграл Гран-при на Международной выставке современных декоративных и промышленных искусств в Париже. Со второй половины 20-х годов Дртикол начал делать снимки под влиянием стиля «арт деко» в собственной интерпретации.  Также в это время в Париже вышла его первая фотографическая серия «Обнаженная натура работы Дртикола»  (фр. Les nus des Drtikol, 1929).
В конце 1928 года Дртикол, якобы, достиг «нирваны». В одном из писем об этом событии он писал так: «Я был всем и жил всем, просто (потому) я был абсолютно ничем». Его ученик, Франц Хайн (чеш. František Hein), спросил его об этом через много лет: «Когда вы достигли этого состояния?» на что он ответил: «Думаю это произошло в двадцать девятом году, на Вацлавской площади, и уже не ушло...».
Несмотря на мировую славу, которую принесла его работа, его студия в условиях мирового экономического кризиса после 1930 года столкнулась с финансовыми проблемами, в ней даже проводили занятия для любителей. В это время появились записки для книги «Глаза широко открыты» (чеш. Oči široce otevřené), которую он посвятил урокам фотографии. В 1935 году Дртикол окончил свою фотографическую деятельность. Он продал свою студию и, за исключением 1945—1946 годов, когда он преподавал фотографию в Государственной Графический школе в Праге, перестал заниматься фотографией. По менее известной версии, закрытие студии произошло из-за вмешательства властей, связанного с серией фотографий девочек-подростков в стиле  «ню», а не только по экономическим причинам. Эти сведения всплыли на поверхность спустя многие годы благодаря председателю чешского отделения Теологического общества и друга Дртикола, профессора М. Лжички (чеш. M. Lžička). Лжичка с Дртиколом был хорошо знаком и часто ходил к нему в ателье.
Он переехал в арендованную виллу, снова вернулся к живописи и полностью посвятил себя духовным учениям, медитации, занялся изучением духовных наук, особенно переводами, а также своими учениками. По сей день считается патриархом чешского буддизма, хотя это утверждение является спорным в отношении убежденного члена Коммунистической партии Чехословакии. В 1942 году он женился во второй раз, на своей ученице Ярмиле Рамбоусковой (чеш. Jarmilou Rambouskovou).
Вскоре после начала Второй мировой войны Дртикол, к удивлению своего окружения, начал участвовать в политической жизни. В 1945 году вступил в Компартию Чехословакии, даже участвовал в перевороте в феврале 1948 года и работал функционером в пятидесятые годы. В  стране оставался до своей смерти в 1961 году. Он также вступил в Союз чехословацко-советской дружбы, а в 1948 году стал членом Союза чехословацких художников. Изучение философии, западной и восточной, а также занятия медитацией, по-прежнему оставались среди его основных интересов. В период с 1944 по 1961 год к нему пришёл его ученик Евгений Стекл, которому, единственному из многих, удалось сохранить учение Дртикола и передать его другим ученикам.
В 1959 году умерла жена Дртикола. Сам он был прикован к постели и не мог передвигаться без инвалидной коляски. После смерти жены заботиться о нём стала Анна Соукупова (чеш. Anna Soukupová), его последняя ученица. Окруженный своими учениками, он жил на вилле в  Спорилове (чеш. Spořilov) до своей смерти в 1961 году.

— Прежде всего забудьте о моей форме, но не забывайте того, чему я вас учил. 
Слова, которые я говорил, помогут вам переродиться.
Не ищите меня — я везде — а также в вас — в учении.
из завещания Франтишека Дртикола

## Творчество
Дртикол известен прежде всего как портретист, а также работами в стиле «ню», однако его творчество гораздо шире. На этапе становления он находился под влиянием пикториализма. В своем творчестве в стиле позднего модерна он часто использовал ретушь и дорисовывал задний план. Позднее склонялся к так называемой «чистой фотографии» и для создания своих работ использовал только свет и реквизит в своей студии. В последнем периоде своего творчества отказался от съёмок живых моделей и использовал фигурки из картона, это позволяло ему лучше реализовывать своё видение конечного изображения.
Важным элементом раннего Дртикола было использование фото-печати при помощи солей хрома, желатина и гуммиарабика (чеш. ušlechtilých tisků), ретушь негатива, нарисованный задний план. Для достижения максимального визуального эффекта в дополнение к использованию резино-печати (чеш. Gumotisk), карбоно-печати (чеш. Uhlotisku) и масло-печати (чеш. Olejotisk) Дртикол экспериментировал со многими другими методами, что привело к созданию собственной патентованной техники «полутоновой фотолитографии». Его модели изображали как мечтательных фей, символизирующих радость жизни и эротики, так и роковых женщин, в которых смешивались символика смерти и секса.
В период с 1907 по 1909 год во время работы в Прибраме, помимо портретов и фотографий обнажённой натуры были сделаны пейзажи местности и серебро-добывающих рудников. Шахтёров, руду и штольни в то же время и при тех же условиях снимал его друг, художник и философ Пршибрамский (чеш. Karel Hojden). В 1911 году Дртикол выпустил альбом из пятидесяти отдельных листов, выполненных в технике масло-печати (чеш. Olejotisků) «Дворы и дворики старой Праги» (чеш. Z dvorů a dvorečků staré Prahy) на которых он запечатлел исчезающую красоту пражских переулков.
В середине двадцатых годов были сделаны десятки работ под названием «Студия, «Ню» и Композиция» (в том числе несколько фотографий с мужчинами). Под конец десятилетия появилась серия «Шаг», а также радикальная для той эпохи серия работ по изучению движения, не предназначенная для публичного просмотра и включавшая в себя попытку создания фрагментов эротического кинофильма. В это время в Париже вышла книга его фотографий «Обнаженная натура работы Дртикола»  (фр. Les nus des Drtikol, 1929).
В конце двадцатых годов жизненные приоритеты Дртикола изменились, он интересуется личным духовном путём, устал от работы в студии и плохой экономической ситуации. Все это оказало влияние на его работы, в которых он все больше ориентируется на субъективное представление о том, что значит «жить Божьим помыслом». В этот период  возникло собрание работ «Мир души» (чеш. Svět duše).
В тридцатые годы он отказался от использования живых моделей и посвятил себя символическим темам с использованием искусственных человеческих фигурок или вырезанных из фотографий фрагментов для съёмок с более изысканным использованием света. Это была полная противоположность предыдущей работе, которую сам он называл «фотопуризм». В последних фотоработах Дртикола нашёл отражение его интерес к буддизму: маленькие вырезанные фигурки удлинённых форм символически выражают различные темы учения.
В 1935 году он продал свою студию в Праге и окончил деятельность фотографа. В 1938 году вышла его фотомонография «Женщина в свете» (чеш. Žena ve světle), которая состояла из 46 фотографий в стиле «ню». В то же время Дртикол начал постепенно передавать свои фотографии и рисунки (более 5000 штук) в музейные коллекции.

## Опубликованные при жизни работы
- Z dvorů a dvorečků staré Prahy (Дворы и дворики старой Праги), Прага, 1911.
- Les nus des Drtikol. Libraire des arts décoratifs (Обнаженная натура работы Дртикола), Париж, 1929.
- Žena ve světle (Женщина в свете), Прага, 1938.